# Bellachini

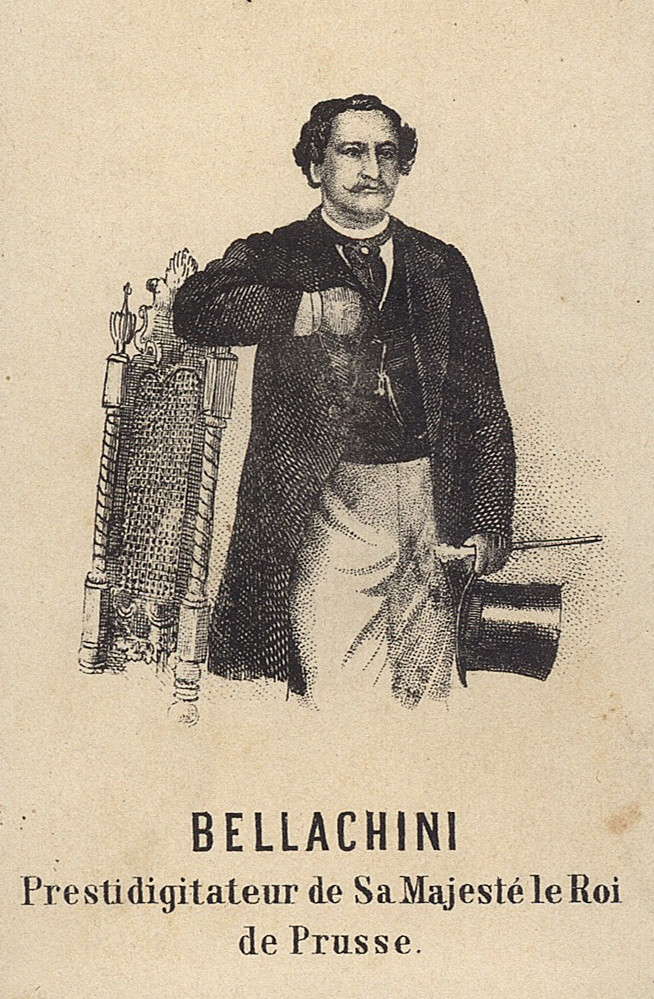
Bellachini

Samuel Berlach vel Bellachini (ur. 1 maja 1827, zm. 24 stycznia 1885) – niemiecki iluzjonista.

## Życiorys
Urodził się w Mieszkowie w dzisiejszej Wielkopolsce. Wcielony do pruskiej armii jako oficer, zabawiał towarzystwo występami. Z czasem stał się jednym z najbardziej popularnych iluzjonistów w Niemczech. W 1846 roku okrzyknięto go mianem "Nadwornego Sztukmistrza". Wzięło się to stąd, że podczas jednego z występów obecny był Cesarz Wilhelm I, który wziął udział w sztuczce z piórem piszącym tylko na rozkaz Bellachiniego. Wręczając mu kartkę papieru i pióro, Bellachini poprosił Cesarza, by coś na niej napisał. Zapytany "co", odpowiedział: "Bellachini jest Nadwornym Sztukmistrzem". W 1882 roku doznał udaru, co uniemożliwiło mu dalsze występy. Zmarł wskutek kolejnego udaru 24 stycznia 1885 roku.